# Дайкан, Палтиэль
Палтиэль Дайкан (при рождении Палтиэл Дикштейн; 12 мая 1885, Вилейка — 12 февраля 1969, Петах-Тиква) — израильский юрист.

## Биография
Родился в купеческой семье Иегуды Дикштейна и Гнеси Копилевич. Когда ему исполнилось шесть лет, семья переехала в Феодосию, где он в 1905 году окончил классическую гимназию с золотой медалью. Окончил юридический факультет Одесского университета в 1910 году. В 1910-17 годах занимался юридической практикой в Петербурге, изучал еврейское право, писал статьи для «Еврейской энциклопедии Брокгауза и Ефрона» (в общей сложности 60 статей). Во время Первой мировой войны вёл работу по оказанию помощи еврейским беженцам из районов боевых действий. После революции участвовал в работе научного общества по изучению еврейского права сначала в Москве, а затем в Киеве.
В ноябре 1921 года прибыл в Палестину. Инициатор правового образования в стране и один из создателей в 1935 году Школы права и экономических дисциплин в Тель-Авиве. С 1922 по 1938 год — секретарь высшего еврейского суда в Палестине. С 1948 года декан юридического факультета Школы права, с 1958 года её ректор. С 1951 года также преподавал право в Еврейском университете в Иерусалиме и в 1959 году получил звание профессора.
Один из редакторов юридического периодического издания «Га-Парклит» (с 1943 года) и бюллетеня «Ха-Мишпат» (с 1946 года). В 1947 году — член юридической комиссии по подготовке провозглашения еврейского государства. Председатель юридического терминологического комитета Академии языка иврит. Лауреат Премии Израиля за правовые исследования (1957).